# Pycnonotus taivanus
Pycnonotus taivanus là một loài chim trong họ Pycnonotidae.

## Tham khảo

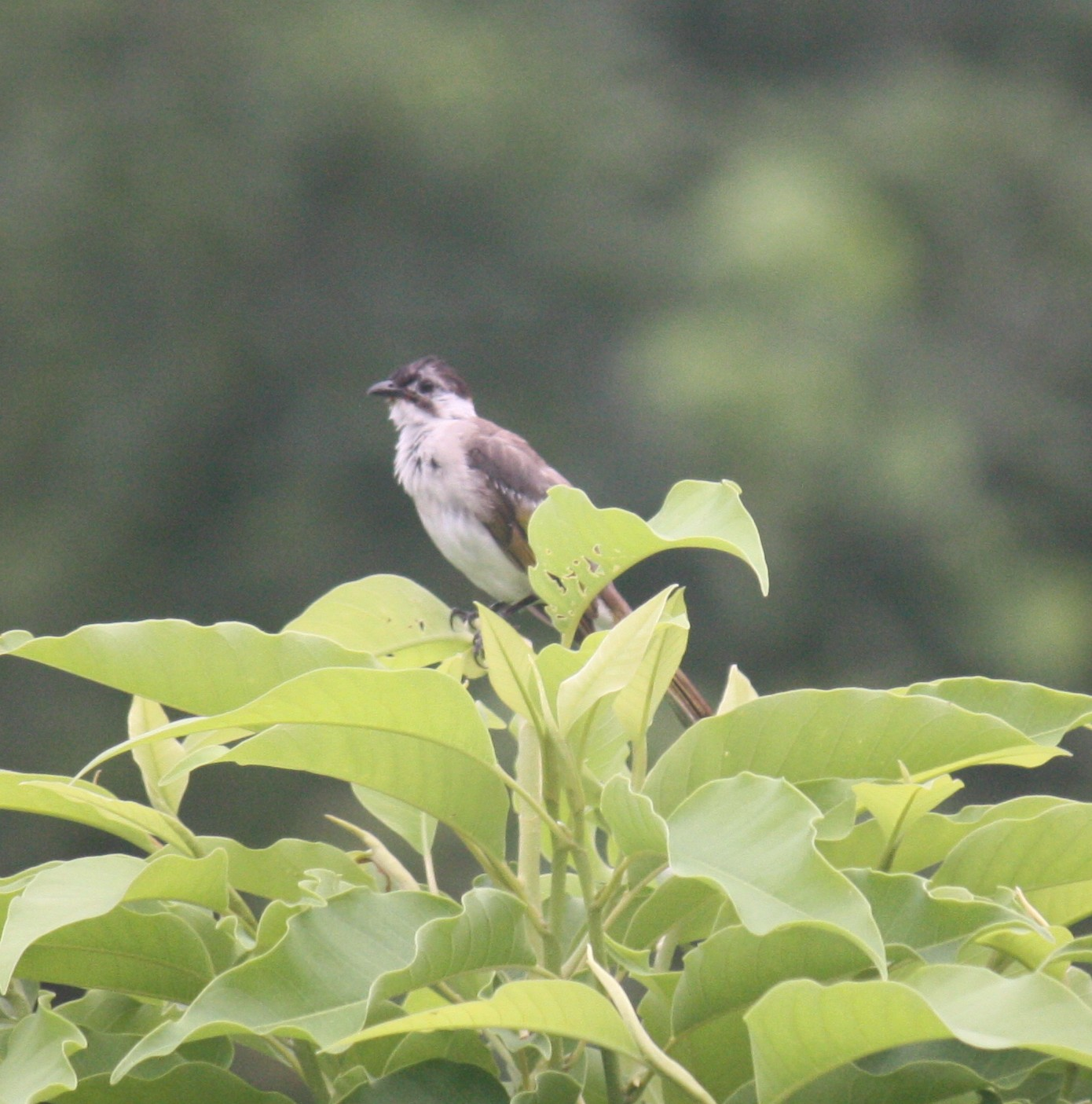
At the East coast of Taiwan